# درختان مرکبات
درختان مرکبات (به انگلیسی: Citrus × sinensis) درختان پرتقال، نارنگی، لیمو ترش، لیمو شیرین، گریپ فروت، نارنج (که به‌آن «پرتقال تلخ» هم می‌گویند) .آن‌ها درختانی نیمه‌گرمسیری هستند که از میوه، برگ، گل، پوست، یا ساقهٔ آن‌ها به طور گسترده‌ای استفاده می‌شود.

## استفاده‌ها
درخت مرکبات یکی از فراورده‌های مهم کشاورزی است و از میوهٔ آبدار، و پوست معطر و شکوفه‌های آن در راه‌های مختلفی، به عنوان برگ و چوب درخت استفاده می‌شود.

### میوه
از میوه های درختان مرکبات به عنوان مصارف خانگی و درمان برخی از بیماری ها استفاده میشوند.اغلب میوه های دسته مرکبات حاوی آنتی اکسیدان، فیبر  و از منابع غنی از ریز مغذی ها هستند.

### گل (بهارنارنج)
- در بسیاری از کشورهای جهان شکوفه‌های افتاده از درخت را خشک کرده و مانند دم نوش های دیگر، که پیش از نوشیدن به دم‌کردن یا جوشاندن نیاز دارند از آن‌ها استفاده می‌کنند.
- عصاره یا جوهر شکوفه‌ها ی پرتقال و نارنج یکی از اجزاء مهم در تهیه و ساختن عطر است.
- در ایالت فلوریدا، شکوفه‌های نارنج که گل ملی این ایالت است؛[۲] شاید به خاطر عطر فوق العادهٔ آن، به طور سنتی آن را با اقبال خوش و بخت نیک همراه و قرین می‌دانند. از مدت‌ها پیش این گل در تزیین لباس عروس و تاج‌های گل و دسته‌گل‌سر مرسوم و محبوب شده‌است.

## نگارخانه

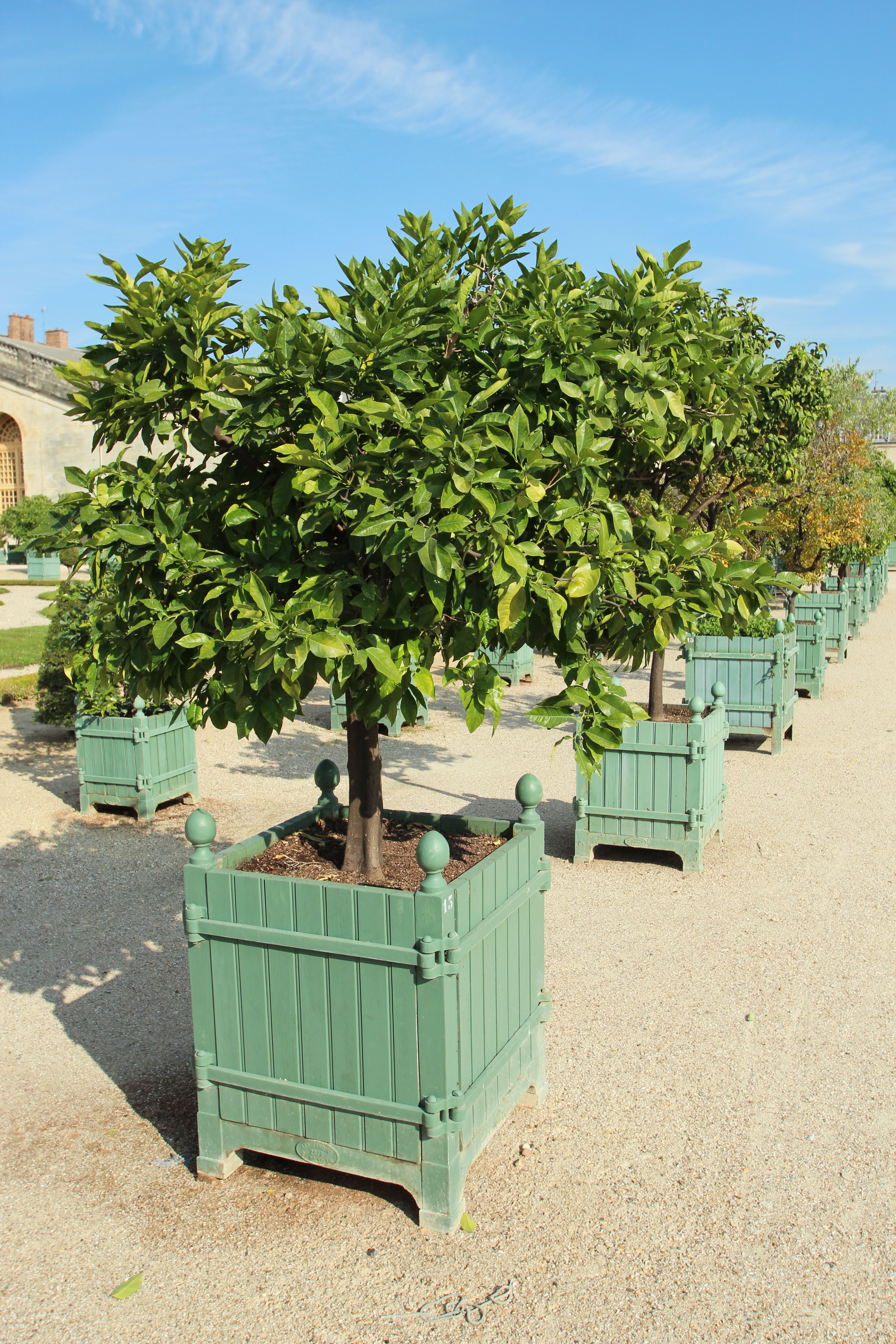
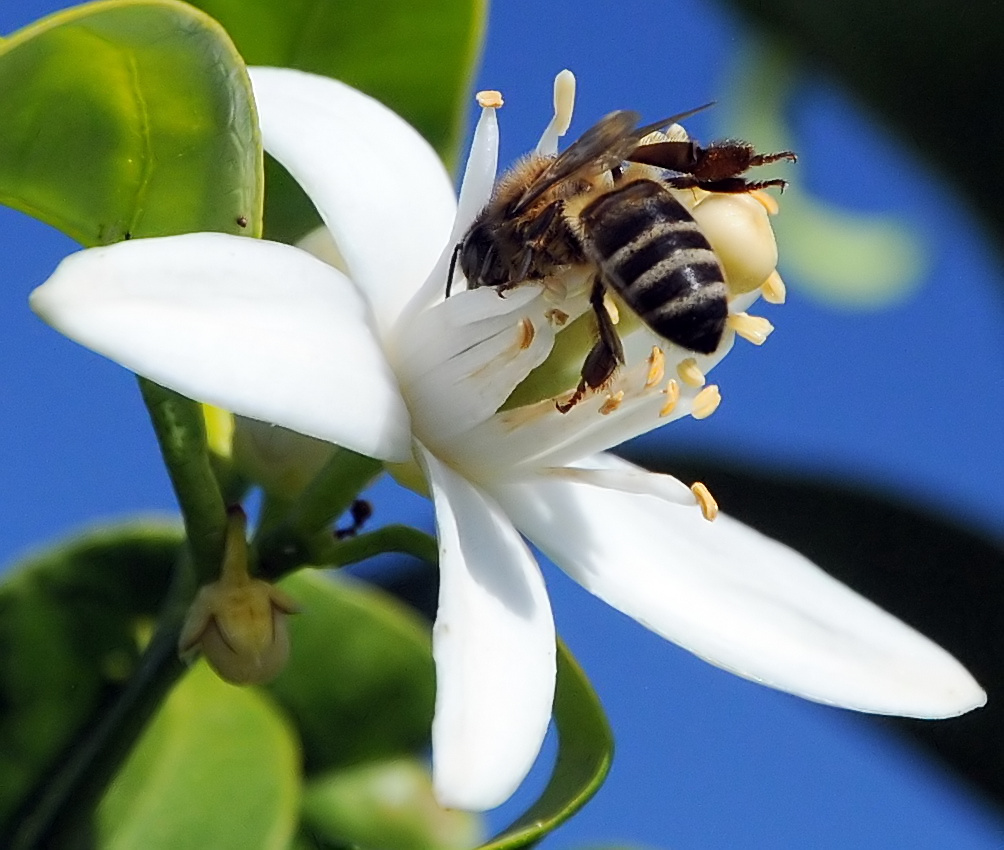
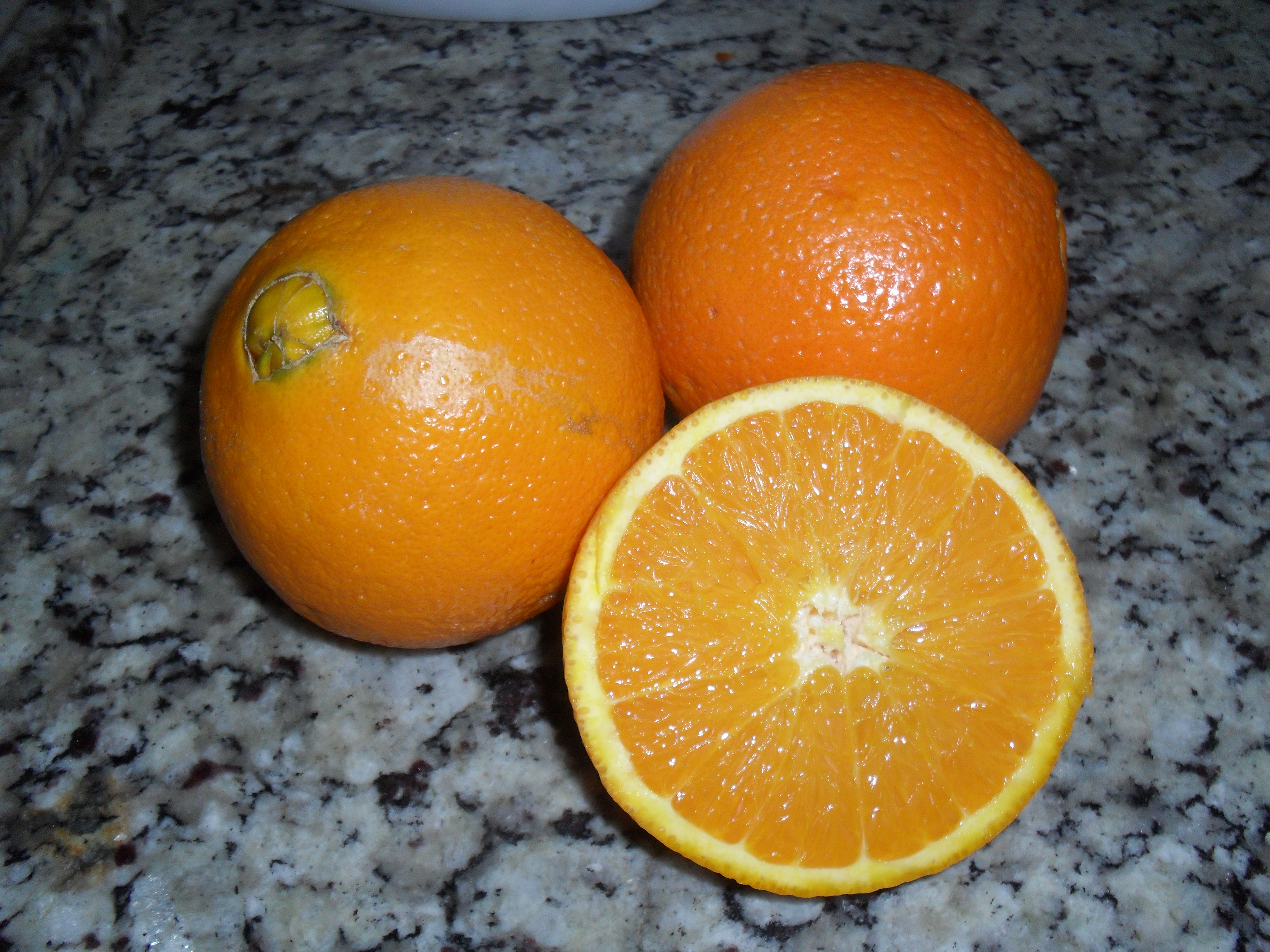
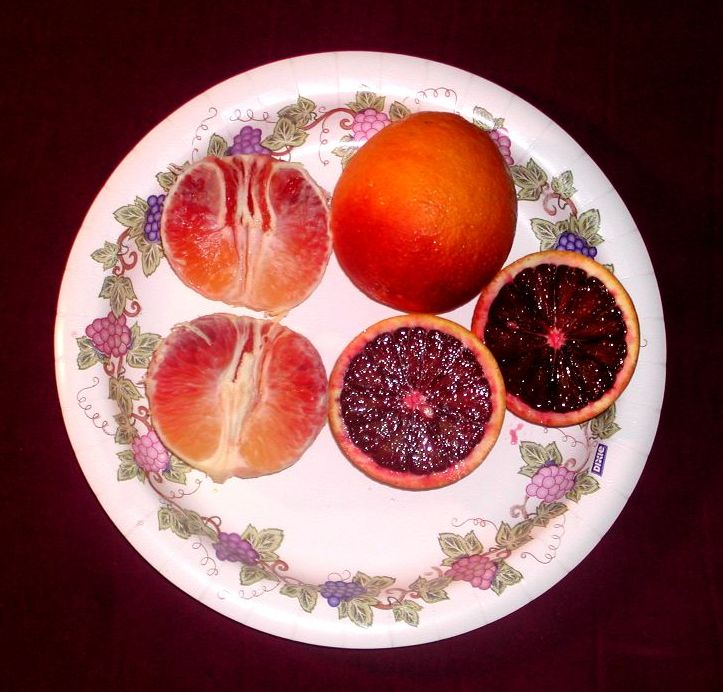